# Chapelle Gaddi
 (mars 2022).
Si vous disposez d'ouvrages ou d'articles de référence ou si vous connaissez des sites web de qualité traitant du thème abordé ici, merci de compléter l'article en donnant les références utiles à sa vérifiabilité et en les liant à la section « Notes et références ».
La chapelle Gaddi est la deuxième chapelle du transept gauche de la basilique Santa Maria Novella de Florence en Italie, de style Renaissance tardive.

## Histoire et description

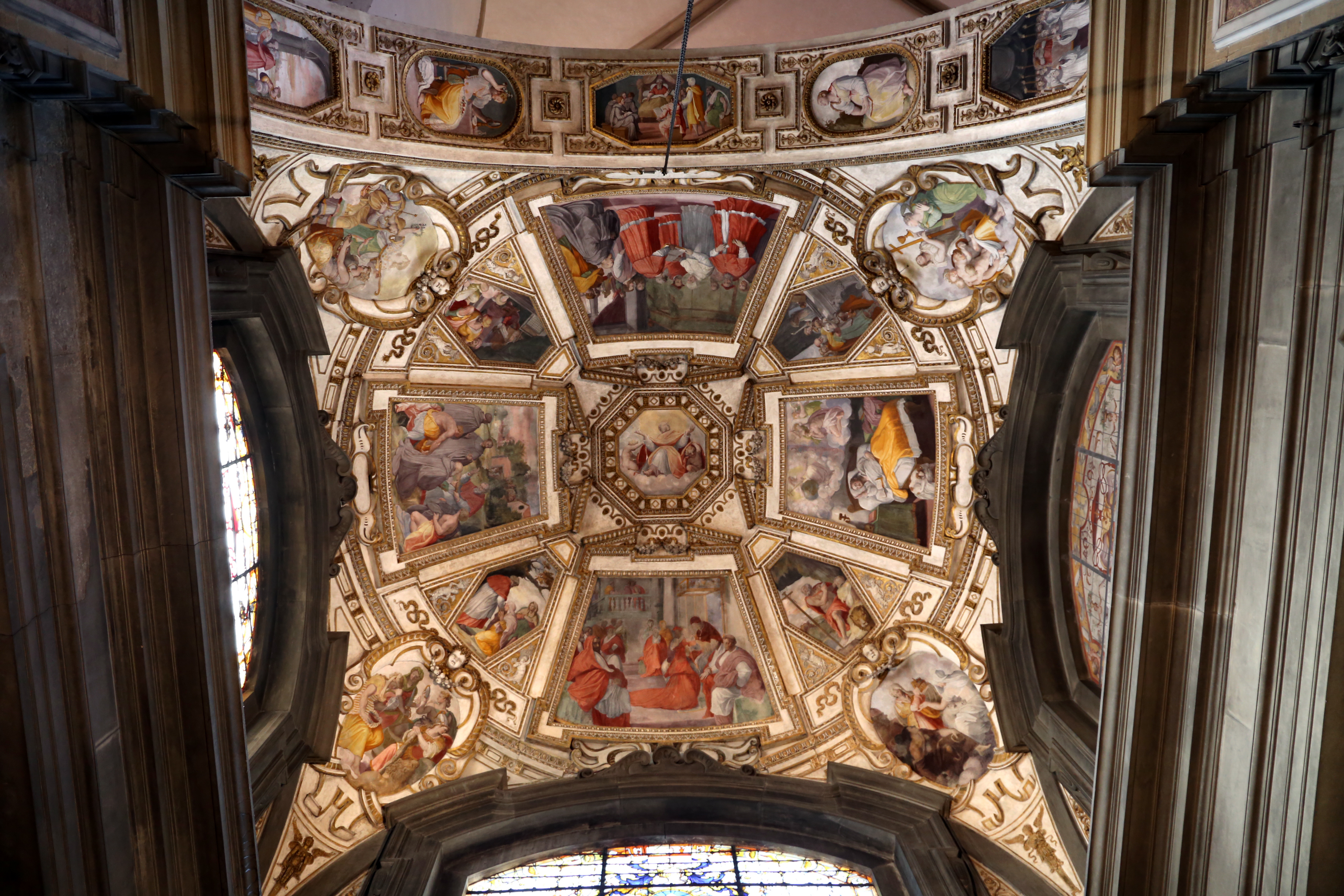
Alessandro allori, Histoires de saint Jérôme, 1577.

Contrairement aux nombreuses autres chapelles de la basilique Santa Maria Novella à Florence, la chapelle Gaddi a été réalisée dans un laps de temps relativement court et jouit donc d'une unité stylistique. L'architecture de la chapelle et tous ses chefs-d'œuvre de sculpture et de peinture ont  été réalisés pendant une période de seulement 7 ans, de 1570 à 1577, grâce à la générosité de Niccolò di Sinibaldo Gaddi qui a voulu nommer la chapelle d'après saint Jérôme de Stridon, patron de sa famille.
Toute l'architecture de la chapelle est réalisée en 1575-1577 par Giovanni Antonio Dosio, élève de Michel-Ange. Les contemporains ont reconnu dans la chapelle la première architecture florentine incrustée de marbre et de pierres semi-précieuses, de style roman.
On lui attribue également la décoration de la voûte en stuc, de l'autel, de l'estrade en dessous, du sol et des tombes latérales, dans lesquelles sont inhumés deux cardinaux de la famille Gaddi, donc parents du commanditaire. Les bas-reliefs en marbre au-dessus des tombes latérales sont de Giovanni Bandini (1576-1577) et représentent la Présentation de Marie au temple (à gauche) et le Mariage de la Vierge (à droite). Les vitraux, aux armes des Gaddi, parmi les grotesques, sont d'artistes flamands et datent de 1578-1580.
Le retable est la dernière œuvre de Bronzino et a été réalisé en 1570-1572, avant la mise en place du décor de la chapelle. Il n'y a été déplacé que plus tard. Il représente la Résurrection de la fille de l'archisynagogue par l'œuvre de Jésus-Christ. Les fresques insérées dans les intrados de la voûte et de l'arc d'entrée sont d'Alessandro Allori, élève de Bronzino, signées et datées de 1577. Ils représentent des Scènes de la vie de saint Jérôme, la Vertu et d'autres figures allégoriques.
Dans la tombe sur le mur du fond repose fra' Remigio de' Girolami (décédé en 1319), un théoricien dominicain dont Dante Alighieri a appris les enseignements de Thomas d'Aquin.